# 玉女素心剑法
玉女素心剑法，古墓派剑法，属于《玉女心经》中最后一章的武功，古墓派创派祖师林朝英所创。
当年林朝英创下“玉女心经”，虽是要克制全真派武功，但对王重阳始终情意不减，写到最后一章时，幻想终有一日能与意中人并肩击敌，因之“玉女心经”最后一的玉女素心剑法是一对情侣同使，一个使“玉女心经”，一个使全真功夫，相互应援，分进合击。二人同使时，招式名称相同，但招式本身却是大异，相互呼应配合，所有破绽全被旁边一人补去。这路剑法每一招中均含着一件韵事，或“抚琴接箫”，或“扫雪烹茶”，或“松下对弈”，或“池边调鹤”，均是男女与共，说不尽的风流旖旎。只是實際上功夫冠絕天下的林朝英與王重陽，世上根本無必須兩人合力才能擊退的敵手，所以林朝英始終未有機會實際應用之。
剑法的奥妙在于双剑合壁，男女二人如果是情侣才能体会。合使的两人若是朋友，则相互间心灵不能沟通而太过客气；是尊长小辈又不免照拂仰赖；如夫妻同使，其中含情脉脉、亦甜亦苦的心情却不如热恋中的情侣。只有相互眷恋、未结丝萝的情侣，才能领会林朝英这套“玉女素心剑”心息相通之意。  
小龙女从老顽童周伯通处得“左右互搏”(亦稱雙手互搏)，后以“左右互搏”催动“玉女素心剑”却又是另一番景象。后小龙女于全真教大战时又悟出以“天罗地网势”施展“左右互搏”版“玉女素心剑”使得全真七子无话可说。